# Paul (Covilhã)
Paul (pronunciado "paúl") es una freguesia portuguesa del concelho de Covilhã, en el distrito de Castelo Branco, con 35,61 km² de superficie y 1.624 habitantes (2011). Su densidad de población es de 45,6 hab/km².
Paul se encuentra a 24 km de la capital del concelho y a una distancia similar de Fundão,  en la vertiente sur de la Serra da Estrela, a una altitud media de 461 m y en la orilla izquierda del arroyo de Caia, afluente del río Zêzere. La freguesia cuenta con dos núcleos de población: Paul y Taliscas. Mencionada por primera vez en un documento de 1615, fue elevada a la categoría de vila por Decreto de la Asamblea de la República de 30 de junio de 1989.
En el patrimonio histórico-artístico de Paúl destaca la Iglesia matriz, barroca, cuyo interior posee un revestimiento de madera cubierto con una pintura de estilo italiano que representa a Nuestra Señora de la Anunciación, titular de la iglesia y patrona de la freguesia. Esta iglesia y sus pinturas merecerán un comentario algo displicente de José Saramago en su Viaje a Portugal:

Paul tiene para mostrar, en cuanto a arte, el techo pintado de la iglesia parroquial. Es un trompe-l'oeil convencional, como suele serlo este tipo de pintura, pero encontrarlo aquí, en el corazón de la Beira, es tan insólito como el encuentro surrealista de la máquina de coser y el paraguas en la mesa de operaciones. Estos raptos de falsas arquitecturas se usan en palacios, no en modestas iglesias como esta...

En el territorio de la freguesia, en la cima del Monte da Fonte Santa, se encuentra el santuario de N.ª Sra. de los Dolores, construido en 1954 y centro de peregrinación.
Paul destaca también por su arquitectura popular, con casas construidas con los materiales de la zona (cantos rodados, granito, pizarra, barro rojo y madera de pino o castaño, así como teja portuguesa), con la particularidad de que muchas casas no tienen chimenea, de modo que el humo sale directamente por el tejado, aprovechándose para secar los embutidos. Estas características tradicionales hicieron que Paul quedara clasificada en segundo lugar en el famoso concurso que organizó en 1938 el Secretariado de Propaganda Nacional del Estado Novo para designar A aldeia mais portuguesa de Portugal y que ganó finalmente Monsanto; un concurso que Saramago, en la obra citada tilda de modelo "de un portugalismo envenenado por objetivos de ruralismo paternalista y conservador", que sin embargo no pudo impedir una rápida modernización de la localidad en las décadas siguientes, en buena parte a consecuencia de la emigración, que llegó a afectar a cerca de un 45% de la población.